# Инверзо Буфа (Торино)
Инверзо Буфа је насеље у Италији у округу Торино, региону Пијемонт.
Према процени из 2011. у насељу је живело 49 становника. Насеље се налази на надморској висини од 707 м.